# St. George Dragons
St. George Dragons fue un equipo profesional de rugby league de Australia con sede en el distrito de St. George en Sídney.
Participó en la National Rugby League desde 1921 hasta 1998, consolidándose como uno de los equipos más exitosos de la competición.

## Historia
El club fue fundado en 1920, siendo aceptado como en enero de 1921 en la New South Wales Rugby League premiership.
El equipo participó por primera vez en la liga en la temporada 1921 finalizando en la séptima posición.
Durante su historia, el club logró 15 campeonatos nacionales.
El club cesó sus funciones en 1998 producto de la Guerra de la Super League lo que llevó al club a unirse con los Illawarra Steelers para formar los actuales St. George Illawarra Dragons.
En su última temporada terminó en la octava posición clasificando a la postemporada siendo eliminado en la primera ronda.

## Palmarés
- National Rugby League[2] (15): 1941, 1949, 1956, 1957, 1958, 1959, 1960, 1961, 1962, 1963, 1964, 1965, 1966, 1977, 1979
- Minor Premiership (15): 1928, 1946, 1956, 1957, 1958, 1959, 1960, 1962, 1963, 1964, 1965, 1966, 1967, 1979, 1985